# Delavec (glasilo)
Delavec je bilo glasilo jugoslovanskih socialdemokratov.
Glasilo je izhajalo v letih 1893−1898 na Dunaju, Ljubljani, Trstu in Zagrebu, najprej s podnaslovom List za interese slovenskega delavskega ljudstva, od srede 1895 pa kot Glasilo slovenskih prometnih služabnikov in obrtniških delavcev Glasilo je izhajalo različno, od enkrat do štirikrat na mesec. Njegovi uredniki so bili Fran Bartl, Ivan Brozovič, Rok Drofenik, Anton Grablovic, Etbin Kristan, Josip Šimnovec, Jožef Weselko, Ludvik Zadnik, Jože Zavertnik. Poleg njih sta v glasilo pisala tudi Josip Kopač in Žiga Laykauf.